# Kostel svatého Jakuba Staršího (Želetice, okres Znojmo)
Kostel svatého Jakuba Staršího (případně také kostel svatého Jakuba Většího) je filiální kostel v římskokatolické farnosti Žerotice, nachází se na návsi obce Želetice. Kostel je raně barokní stavbou s gotickými formami, v jádru je zachován gotický presbytář. V kostele je hlavní oltář svatého Jakuba a boční oltáře Panny Marie a svatého Františka Saleského. Kostel je chráněn jako kulturní památka České republiky.

## Historie
Kostel svatého Jakuba byl poprvé zmíněn v roce 1351, kdy byl součástí příslušenství tvrze v Želeticích. Po třicetileté válce byl původní kostel zničen a zpustl, tehdejší majitelé Berchtoldové jej však nechali opravit. Novodobý kostel byl postaven v 17. století či v roce 1768 v barokním slohu. Jeho donátorem byli majitelé panství Walldorfové. Měl stát na základech původní gotické stavby kostela či kaple. Kostel byl obklopen hřbitovem, který byl v 19. století zrušen. Mezi lety 1999 a 2000 byl kostel rekonstruován a vyměněna kupole věže, původní dřevěná byla snesena a je umístěna vedle kostela.